# Гольянське сільське поселення
Голья́нське сільське поселення — муніципальне утворення в складі Зав'яловського району Удмуртії, Росія. Адміністративний центр — село Гольяни.
Населення — 1910 осіб (2015; 1889 в 2012, 1873 в 2010).

## Історія
Гольянська сільська рада була утворена в складі Гольянської волості Сарапульського повіту. В 1924 році вона увійшла в новостворений Сарапульський район Уральської області. При перейменуванні села Гольяни в Раскольниково, сільрада також була перейменована (1918-1938). В 1935 році разом з Докшинською сільською радою передається до Іжевського району Удмуртської АО. В 1936 році сільрада переходить до Зав'яловського району. 1938 року селу та сільраді повертається стара назва. В 1954 році приєднується Докшинська сільська рада.

## Склад
До складу поселення входять такі населені пункти:
| Населений пункт      | Населення, осіб (2010) | Населення, осіб (2012) |
| -------------------- | ---------------------- | ---------------------- |
| Гольяни, село        | 1169                   | 1179                   |
| Докша, присілок      | 330                    | 320                    |
| Дуброво, присілок    | 53                     | 56                     |
| Забігалово, присілок | 82                     | 88                     |
| Колюшево, присілок   | 61                     | 69                     |
| Макарово, присілок   | 130                    | 128                    |
| Поваренки, присілок  | 48                     | 49                     |

В поселенні діють школа, 2 садочки, школа мистецтв, лікарня, клуб, 3 ФАПи, 2 бібліотеки. Серед промислових підприємств працюють ВАТ «Камське» та ТОВ АК «Докшинський».